# قزلقية
قزلقية هي قرية في مقاطعة سراب، إيران. عدد سكان هذه القرية هو 66 في سنة 2006.